# Cmentarz ewangelicki w Środzie Wielkopolskiej
Cmentarz ewangelicki w Środzie Wielkopolskiej – nieistniejący cmentarz ewangelicki zlokalizowany w Środzie Wielkopolskiej u zbiegu ulic Nekielskiej i Wincentego Witosa.

## Historia
Początkowo zmarłych wyznania protestanckiego chowano na cmentarzu w Bninie, od połowy XIX wieku. Gdy ich liczba wzrosła uzgodniono z miejscową parafią i władzami miasta założenie na miejscowym cmentarzu rzymskokatolickim utworzenie kwatery dla protestantów. Kilka lat później wobec wyczerpania miejsc grzebalnych kwatera została powiększona, w latach 70. XX wieku i ona została zapełniona. Mimo zgody społecznej władze kościelne zdecydowanie sprzeciwiły się kolejnemu rozszerzeniu kwatery protestanckiej, w związku z tym gmina ewangelicka zakupiła teren położony po drugiej stronie drogi i tam urządziła swój cmentarz. W 1910 na cmentarzu wybudowano neoromańską kaplicę o wymiarach 12 na 7 metrów, nawę główną przykrywa dwuspadowy dach kryty dachówką. Przedsionek jest ryzalitowo wysunięty,kryty dwuspadowym dachem, romański tympanon został wsparty parami kolumn o zdobionych głowicach. Boczne ściany wsparte są szkarpami, które wieńczą dachówki. W bocznych ścianach przebito okna o zarysie romańskim. Ostatnie pochówki miały miejsce w 1945, pochowano tu ofiary katastrofy kolejowej, która miała miejsce pod miastem. Obecnie na terenie cmentarza pozostała kaplica, a z reliktów nagrobków utworzono lapidarium.